# 아구스티니아
아구스티니아(Agustinia)는 중생대 백악기 전기 압트절~알비절 아르헨티나메서 살았던 용각류 공룡이다. 속명의 뜻은 '아구스틴의 것'이이며 이 화석을 처음으로 발견한 Agustin Martinelli에서 따왔다. 본래 아구스티아로 지어질 예정이었으나 이미 어느 딱정벌레에게 명명되었기 때문에 아구스티니아로 명명되었다.

## 연구사
아구스티니아의 화석은 1997년 로한큐라층(Lohan Cura Formation)에서 일부 화석들만이 발견되었다. 화석이 일부분만 발견되었기 때문에 한때는 독립적으로 아구스티니아과(Agustiniidae)로 분류하였다. 이전의 특징으로 이 녀석에게만 있는 한가지 특징이라면 스테고사우루스의 골판과 같은 가시 구조물이 존재했었다고 추정했었다. 가시가 잇다고 알려지던 당시 이것을 수렴 진화로 여기기도 했다. 이후 연구 결과 등에 달린 가시 구조물들은 엉덩이 뼈의 파편이라는것이 밝혀졌으며 이후 연구를 통해 레바키사우루스류에 속한다는 해석이 발표되었다. 현재 발견된 화석으로 다른 공룡들과 크기를 비교 하자면 약 15m로 추정되고 있다. 현재는 다른 용각류와 구별할 만한 차이점이 존재하지 않기에 해당 학명은 유효하지 않게 되어 의문명 처리되었다.

## 대중 매체
- 고대왕자 공룡킹 깨어나라 새로운 힘 시리즈에서 물 속성 공룡으로 출연하였다.

## 같이 보기
- 공룡
- 용각류